# 魷魚 (遊戲)

顯示遊戲佈局的圖表。魷魚遊戲由五個區域組成：1.攻方屋、2.攻方獲勝區、3.守方屋、4.河、5.其他地方

魷魚，是韓國的一種年輕人和兒童很流行的遊戲，在电视剧《鱿鱼游戏》风靡全世界的热潮之下，鱿鱼游戏开始在全世界各国快速流行。遊戲場地主要在體育場、遊樂場、學校操場或鄰里小巷中。

## 名稱
遊戲之所以如此命名，是因為畫在遊戲場地的圖案由圓形、三角形和正方形組成，形狀酷似魷魚。該遊戲名稱存在地區差異，例如又稱「魷魚蓋桑」（오징어 가이상）。有部分人堅持認為「蓋桑」是日語「開戰」（日语：／ kaisen）的變體，為朝鮮日治時期遺留下來詞彙，但該詞沒有在時代轉變時被清洗，現在已經在某種程度上融入韓國民俗。

## 玩法
這是一款多人遊戲，可以由3到10人遊玩，最多可容納20人，玩家用剪刀、石頭、布分為攻守兩隊。遊戲主要有兩個獲勝方式，一個是攻擊方成功到達目的地（攻方獲勝區），另一個是殲滅對方所有成員。攻守兩隊的主場被稱為「屋」。最上面的圓圈是進攻隊的房子，而底部的矩形是防守隊的房子。這遊戲通常是進攻方佔優勢，而對防守方不利。
攻守兩方在其他地方只能用一隻腳單腳跳式移動。但是，攻擊者允許將一隻腳放在安全區域，另一隻腳放在另一區域。當攻擊者過了河之後，便可以在所有區域雙腳移動，當攻擊者從底部小圓圈的門進入守方屋之後，便可以雙腳移動。當防守者離開了主場的屋之後，他們只可以單腳跳式移動。矩形最底部的一個小圓圈，是守方屋的門，雙方只可以在這裡進入或離開防守者區域。當攻擊方到達三角形頂部的小楔形（與進攻屋重疊）時，攻擊方便獲勝。
玩家總體上表現出推、拉、撞等方式進行遊戲，激進程度是兒童遊戲中少見，多為男生玩的遊戲。手觸地時算出局，如果進攻方突破防守並到達三角形頂部歡呼，或者防守方出動驅逐所有攻擊者出場地，就是勝利。

## 流行文化
2021年Netflix電視連續劇《魷魚遊戲》的標題取自魷魚遊戲，第一集開頭提及了這遊戲，最後一集以這個遊戲決最後勝負。在電視劇《魷魚遊戲》風靡全球的浪潮之下，魷魚遊戲重新開始流行起來。